# Paleron

Emplacement du paleron.

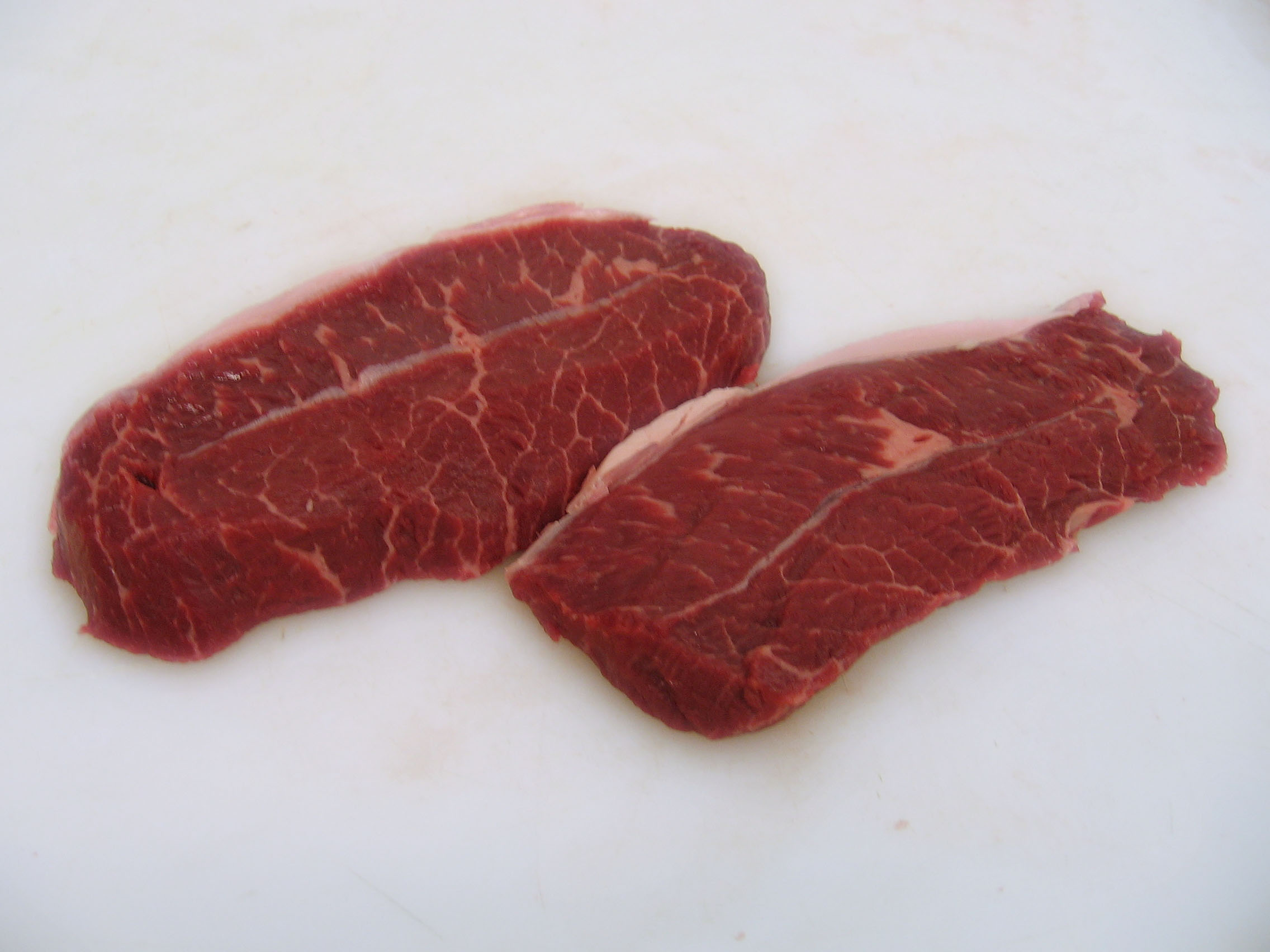
Morceaux de paleron.

Le paleron est une partie plate et charnue qui avoisine l'omoplate du bœuf. Cette partie correspond, chez l'homme, au muscle deltoïde.
En boucherie, c'est une partie d'un bœuf ou d'un porc située dans la région supérieure et postérieure de l'épaule. Cette partie charnue de l'épaule est cuisinée en bouillon, en ragoût ou braisée. 
Le paleron de veau ou de bœuf est situé au niveau de l’omoplate, près du collier. C’est un morceau gras et charnu, séparé en deux par un 'nerf'(en fait du tissu conjonctif) qui se gélifie dans les plats mijotés. Cette spécificité fait du paleron une pièce de choix pour bien des recettes où ce côté gélatineux est apprécié : carbonnade, bourguignon, pot-au-feu ou encore en daube. Dans la découpe belge avec la race bovine  le Blanc Bleu Belge (type viandeuse et essentiellement réservée à la boucherie), cette pièce peut être utilisée en steak, braisée et même dans certains cas en viande pour fondue. 
Synonyme 
- petit-nerf  (Belgique),